# Островчицы (Гродненская область)
Островчицы (бел. Астроўчыцы) — деревня в Волковысском районе Гродненской области Беларуси. Входит в состав Субочского сельсовета.

## География
Деревня находится в юго-западной части Гродненской области, на берегах реки Островчицы, при автодороге Н-20156, на расстоянии приблизительно 6 километров (по прямой) к западу от города Волковыск, административного центра района. Абсолютная высота — 163 метра над уровнем моря. Площадь населённого пункта — 0,1705 км².

## История
По состоянию на 1905 год, в Островчицах проживало 164 человека. В административном отношении деревня входила в состав Шиловичской волости Волковысского уезда Гродненской губернии.
Согласно Рижскому мирному договору (1921), деревня вошла в состав Второй Польской республики. Входила в состав гмины Мстибув Волковысского повета Белостокского воеводства. В 1921 году числилось 194 жителя, проживавших в 35 домах. В этническом составе населения того периода поляки составляли 94,8 %, белорусы — 5,2 %. В конфессиональном составе католики составляли 93,8 % населения деревни, православные христиане — 6,2 %.
С 1939 года в БССР.

## Население
По данным переписи 2019 года, в деревне проживало 8 человек.
| Год  | Население, человек |
| ---- | ------------------ |
| 1905 | 164                |
| 1921 | ↗ 194              |
| 2009 | ↘ 30               |
| 2019 | ↘ 8                |